# Dunshaughlin
Dunshaughlin (Dún Seachlainn en irlandais) est une ville du comté de Meath en république d'Irlande.
La ville de Dunshaughlin compte 3 384 habitants.